# گمینا لونچین
گمینا لونچین (به لهستانی:  Gmina Leoncin) یک گمینا در لهستان است که در شهرستان نوو دوور مازوویتسکی واقع شده‌است. گمینا لونچین ۱۵۸٫۸۴ کیلومتر مربع مساحت و ۵٬۰۹۲ نفر جمعیت دارد.